# Swarnakumari Devi
Swarnakumari Devi (1855 ou 1856 – 1932), également connue sous les noms de Swarnakumari Tagore, Swarnakumari Ghosal, Svarṇakumārī Debī et Srimati Svarna Kumari Devi, est une femme de lettres, éditrice, essayiste, poétesse, romancière, dramaturge, compositrice et travailleuse sociale indienne bengali.

## Biographie
Swarnakumari est la dixième enfant de Debendranath Tagore et Sarada Devi de la famille Tagore de Jorasanko, Calcutta, en 1855, ou 1856,. Elle est la sœur aînée de Rabindranath Tagore. Sa nouvelle Mutiny décrit son expérience d'être née juste avant la révolte des cipayes de 1857.
Swarnakumari et ses sœurs ne vont pas à l'école, mais suivent un enseignement privé en sanskrit et en anglais et bénéficient de l'avantage éducatif d'être élevées dans le manoir de Calcutta qui abrite la famille Tagore. À 13 ans, elle épouse Janakinath Ghosal, un magistrat adjoint. Leurs enfants sont Hiranmoyee Devi, Sir Jyotsnanath Ghosal et Sarala Devi Chaudhurani.
En 1886, elle fonde la première organisation de femmes du Bengale, Sakhi-Samiti, pour aider les femmes pauvres, ainsi que la Société Théosophique des Dames à Calcutta.
Elle participe aux sessions du Congrès national indien en 1889 et 1890. Swarnakumari et Kadambini Ganguly sont les premières femmes déléguées au Congrès national indien.

### Carrière littéraire
Swarnakumari est écrivaine et éditrice du mensuel littéraire Bharati pendant plus de 30 ans, après la création du journal par son frère aîné Dijendranath Tagore en 1877 ou 1878,,. Son travail à Bharati est considéré comme l'une de ses réalisations majeures.
Swarnakumari est l'autrice de 25 livres et d'un large éventail d'essais. 17 de ses 24 essais scientifiques sont publiés dans la revue Bharati entre 1880 et 1889 et elle élargit la langue bengali en créant une nouvelle terminologie scientifique, ainsi qu'en incorporant des termes créés par Rajendralal Mitra (en), Madhusudan Gupta (en), Iswar Chandra Vidyasagar (en) et Bankim Chandra Chattopadhyay,. Ses essais scientifiques sont rédigés pour des lecteurs profanes, afin de faciliter la compréhension des concepts et de promouvoir l'enseignement scientifique,. En 1882, un recueil de ses essais scientifiques, intitulé Prithivi, est publié.
Selon Anurupa Devi, « De nombreuses femmes ont écrit des poèmes et des histoires avant elle, mais ceux-ci étaient considérés avec condescendance. Elle fut la première écrivaine à montrer les forces de l'écriture féminine et à élever les créations des femmes à une position de respect. ». Swarnakumari atteint le succès de son vivant en tant que romancière, mais beaucoup de ses œuvres n'ont pas été réimprimées.
Son roman Dipnirban (L'extinction de la lumière) est publié pour la première fois de manière anonyme en 1870, mais il est finalement vite compris que l'autrice est une « jeune femme hindoue », selon un avis publié dans le Hindu Patriot. La Calcutta Review écrit : « Nous n'hésitons pas à déclarer que ce livre est de loin le meilleur qui ait jamais été écrit par une dame bengali, et nous ne devrions plus hésiter à le qualifier d'un des plus compétents de toute la littérature du Bengale. ». En 1879, elle publie ce qui est considéré comme le premier opéra écrit en bengali, Basanta Utsav (Fête du Printemps). Dans son poème Likhitechi (L'écriture, le jour et la nuit), elle exprime sa frustration face aux défis liés à l'établissement de sa propre carrière d'écrivain.
Swarnakumari a également écrit plus de trois cents chansons.

## Œuvres choisies
Romans
- Dipnirban (L'extinction de la lumière), 1870[3],[9]
- Mibar Raj, 1877
- Chinna Mukul (Une fleur cueillie), 1879[3],[9]
- Malati, 1881
- Hughlir Imam Badi, 1887
- Vidroha (Révolte), 1890 [3]
- Snehalata ba Palita (La vigne déracinée), 1892 et 1893[8],[9]
- Phulermala (La Guirlande fatale), 1894 [14]
- Kahake (À qui ?), 1898[8],[9]
- Bichitra, 1920
- Swapnabani, 1921
- Milanrati, 1925

Nouvelles
- Nouvelles, 1919[14]

Pièces
- Koney Badal (Nuages de poussière du soir), 1906[8]
- Pak Chakra (Roue de la Fortune), 1911[8]

## Honneurs et récompenses
Elle reçoit la médaille d'or Jagattarini en 1927 de l'Université de Calcutta et est la première femme à remporter ce prix. Elle est présidente de la Vangiya Sahitya Sammelan (conférence littéraire de Vangiya) en 1929.

## Mort et héritage
Elle meurt en 1932 à Calcutta. Elle est reconnue par le Congrès d'histoire indienne comme l'une des premières femmes du Bengale à réussir en tant qu'écrivain et pour ses efforts visant à encourager l'éducation scientifique, y compris chez les femmes.